# Droga krajowa nr 23 (Polska)
Droga krajowa nr 23 (DK23) – droga krajowa klasy G w południowo-zachodniej części województwa zachodniopomorskiego o długości ok. 33 km wiodąca z Myśliborza do Sarbinowa. 

## Historia numeracji
Na przestrzeni lat trasa posiadała różne oznaczenia:

| Myślibórz – Barnówko – Dębno – Sarbinowo | 129: 1985 – 2000 23: od 2000 | - Uchwała nr 192 Rady Ministrów z dnia 2 grudnia 1985 r. w sprawie zaliczenia dróg do kategorii dróg krajowych (M.P. z 1986 r. nr 3, poz. 16) - Polska: Atlas samochodowy 1:300 000. Wyd. 1. Warszawa/Wrocław: Polskie Przedsiębiorstwo Wydawnictw Kartograficznych, 1992. ISBN 83-7000-080-0. Brak numerów stron w książce - Polska: Mapa samochodowa 1:700 000. Wyd. 1. Szczecin: Wydawnictwo Kartograficzne KOMPAS, 1996/1997. ISBN 83-904373-2-5. Brak numerów stron w książce - Polska: Mapa samochodowa 1:700 000. Wyd. II zmienione i poprawione. Szczecin: Wydawnictwo Kartograficzne KOMPAS, 1997/1998. ISBN 83-904373-3-3. Brak numerów stron w książce - Rozporządzenie Rady Ministrów z dnia 15 grudnia 1998 r. w sprawie ustalenia wykazu dróg krajowych i wojewódzkich (Dz.U. z 1998 r. nr 160, poz. 1071) – wykaz dróg krajowych przed rokiem 2000 - Zarządzenie nr 6 Generalnego Dyrektora Dróg Publicznych z dnia 9 maja 2000 r. w sprawie nowych numerów dróg krajowych · (wykaz dróg w archiwum Rzeczpospolitej ) | nieznana numeracja przed 1985 rokiem |

## Dopuszczalny nacisk na oś
Na całej długości drogi dopuszczalny jest ruch pojazdów o nacisku pojedynczej osi do 10 ton.

## Ważniejsze miejscowości leżące na trasie DK23
- Myślibórz (DK26)
- Dębno
- Cychry
- Sarbinowo (DK31)